# Mazen Elaraby
Mazen Elaraby (n. 7 octombrie 2001) este un scrimer egiptean. A participat la competiții asociate Jocurilor Olimpice în care a câștigat o medalie de bronz.

## Participări
Lista de mai jos prezintă principalele competiții la care a participat Mazen Elaraby de-a lungul carierei.
- fencing at the 2018 Summer Youth Olympics – boys' sabre[*]